# マレー・ロスバード
マレー・ロスバード（英語: Murray Newton Rothbard, [ˈmʌri ˈrɑːθbɑːrd]、1926年3月2日 - 1995年1月7日）は、アメリカ合衆国の経済学者、歴史学者、政治哲学者。
オーストリア学派の経済学者であり、アメリカ合衆国のリバタリアニズムの形として「無政府資本主義」と名付けた自由市場無政府主義の理論体系を提唱した事で知られる。著書は20冊を超え、アメリカ合衆国のリバタリアニズム運動の中心的重要人物とみなされている。
自発的秩序(en)、自由市場による通貨供給、中央集権的な計画経済の糾弾など、オーストリア学派の概念を構築。社会や経済に対する政府の強制的な管理の廃止を提唱した。彼は、政府の独占的な権力は自由や長期的な民衆の福祉に対する最大の脅威であり、国家は「組織化された大規模な収奪組織」で、あらゆる社会の中で最も非道徳的で貪欲で破廉恥な人間の生息地であるとみなした。
ロスバードは、独占的な政府が供給する全てのサービスは、民間部門によってより効果的に供給できると結論づけた。彼は、表面上は「公共の利益」を表明する規制や法律の多くは政府の官僚システムによる自己利益のための権力獲得で、自由な個人の確立への危険に結びついており市場による価格決定メカニズムに従っていない、とみなした。彼は、もし政府によるサービスが民間部門の競争により供給されれば、市場原理が政府によるサービスに含まれる非効率を除去すると断言した。同様に国家コーポラティズムに対しても、政府の独占権力に結託した経済的エリートが法律や規制を自分たちに利益を与え、彼らの競合するライバルには損失を与えるために利用している、と非難した。
ロスバードは、徴税とは大規模で強制的な泥棒であり、「武力の強制的な独占」は競争による供給者からのより効率的で自主的な防衛・司法サービスの供給を禁止している、と論じた。彼はまた、国家が出資する形の独占的な不換紙幣システムにおける中央銀行や連邦準備制度は、合法化された財政的な恐怖であり、リバタリアニズムの原則や倫理とは正反対であると考えた。彼は外交分野では、軍事的、政治的、経済的な干渉主義に反対した。

## 倫理・政治上の立場

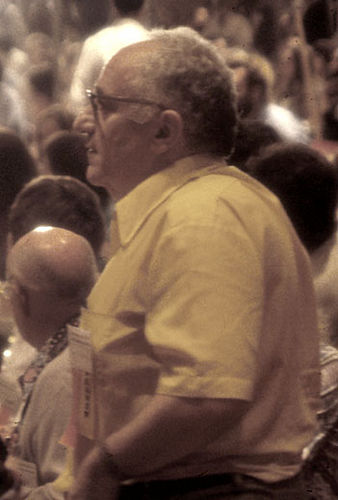
1983年 ニューヨーク市でのリバタリアン党の代表者大会でのロスバード

### 倫理
ロスバードは1982年の著作「自由の倫理学」(The Ethics of Liberty)では全ての人間に適用される唯一の共通原則である道徳規範として完全な自治（自己所有）の権利を主張し、著作「普遍的倫理」(universal ethic)ではそれは人間の生来の最善である自然法であると主張した。

### 無政府資本主義
ロスバードは1950年代に自分を生来のアナキストとみなし、以後は「無政府資本主義者」(anarcho-capitalist)との用語を使用した。彼は「資本主義はアナキズムの完全な表出であり、アナキズムは資本主義の完全な表出である」と記した。彼の無政府資本主義モデルでは、防衛機関のシステムは自由市場で競争し、消費者が選択する防衛サービスや司法サービスを自主的に提供する。無政府資本主義とは国家による武力の独占の終了を意味する。

### 自由市場通貨
ロスバードは、政府の独占的権力による通貨の保証と流通は本質的に有害で非倫理的と信じた。彼は、過度の信用拡大は必然的に資本資源の誤配分を招いて維持不能なバブル経済の引き金となり最終的には恐慌となるとする、ルートヴィヒ・フォン・ミーゼスやフリードリヒ・ハイエクの景気循環に関するオーストリア理論を受け継いだ。そのため彼は、不換紙幣システムにおける中央銀行や連邦準備制度を、制度化された着服で、本質的な詐欺であり、「合法化された偽造紙幣」と呼んで強く反対した。彼は、市民が金を日常的な通貨として使用する事を政府が強制的に禁止している事を、誰も脱出できない法的に強制されたポンジ・スキームであると特徴づけた。

### 非干渉主義
ロスバードはランドルフ・ボーンの「戦争は国家の健康である」を信じ、アメリカ合衆国の外交政策に激しく反対した。1964年には「嘆かわしいアメリカ帝国主義」は「現在の主要課題である」と記した。彼はアメリカ帝国主義を嫌い、1967年のCIAが支援したチェ・ゲバラ殺害を「彼の敵は我々の敵」と主張して祝辞や嘆きを寄せた。
ロスバードは1973年のインタビューでリバタリアンの外交政策における彼の見解を「リバタリアンの立場は一般に国家権力を可能な限り最小化してゼロにすることであり、外交における孤立主義は国家権力を削り取るという国内的課題の完全な表出である。」と論じた。彼は更に「アメリカ合衆国の全ての種類の軍事的干渉や政治的経済的干渉の自制」を求めた。著作「新しい自由のために」(For a New Liberty)では以下を記した。

### 子供と権利
著作「自由の倫理学」(Ethics of Liberty)で、ロスバードは自治と契約の条件には子供の権利を考慮して幾つかの衝突する課題があるとした。この課題には、女性の中絶の権利、国家が両親に強制する子供の扶養義務など、重要な健康上の問題が含まれている。彼は、女性が中絶を行う権利を「自分の身体への絶対的な権利」として強く支持した。一方で、子供もまた両親から「逃走」する権利があり、それが選択可能なように可能なかぎり迅速に新しい守護者を探し出す権利がある、とした。また、成人が行えば犯罪とはみなされない行為で子供が矯正院に投獄されていること、裁判の際に成人と同等の権利が無いことを批判した。

### 反平等主義
1974年、ロスバードは書籍「自然に反抗する平等主義と他の論文」(Egalitarianism as a Revolt Against Nature and Other Essays)で「平等は物事の自然の秩序ではなく、法律を除いて全ての人を全ての面で平等に扱うという十字軍（改革運動）は破滅的な結果となる事が確実である」と記した。

## 批評
哲学者マット・ズウォリンスキー（Matt Zwolinski）は、『自由の倫理学』第6章において、ロスバードの自己所有に関する議論について、「説明的主張と規範的主張の間の根本的な混乱に基づいている」(ヒュームの法則、事実と価値の区別)と批判した
。
さて、この矛盾はたった一つの方法でしか解決できません。「指定されたエリア」の利用者は、そのエリアの所有者でもあるのです。言い換えれば、これはアナキストが好む占有(または「占有と使用」)に基づくシステムです。しかし、ロスバードは資本主義者であり、私有財産や非労働所得、賃金労働、さらには資本家や地主を支持しています。つまり、彼は所有と使用の分離を支持しており、その結果、「最終的な意思決定権」が、財産を使用するが所有していない人々（すなわち、テナントや労働者）にも及ぶということになります。さらに、私有財産の国家主義的性質はロスバードの言葉から明確に示されており、無政府状態の資本主義社会においても、財産所有者は特定の地域に対する「究極の意思決定権」を持ち、これは現代国家が有する権限と同等であるとされます。皮肉なことに、ロスバードは自身の定義によって、「無政府」資本主義が実際には無政府主義ではないことを証明したのです。—Iain Mckay (2008)、《An Anarchist FAQ》、section F.1
アナキズムの観点から、無政府主義の作家イアン・マッケイ(Iain Mckay)は、ロスバードの思想はアナキズムではないと主張した。
アメリカの哲学者ジェームズ・W・チャイルド（James W. Child）は、ロスバードと他のリバタリアンの思想において、原則として詐欺の一貫した基準や概念を維持できるかどうかについて疑問を呈した。その後、他の学者も同様の疑問を示した。
アメリカの哲学者であるジョン・ホスパス（John Hospers）は、彼の『自由の倫理学』が出版された直後に、ロスバードの思想に対する総合的な批評が書かれた書評を残した。
ジェラルド・コーエンはロスバードを直接批判したわけではないが、ロスバードに対する批判の中で、コーエンの右翼リバタリアニズムに対する批判がしばしば言及されている。

## 日本語訳
- 『人間、経済及び国家 オーストリア学派自由市場経済学原理』吉田靖彦訳（青山社、2000年）
- 『自由の倫理学―リバタリアニズムの理論体系』森村進・森村たまき・鳥澤円共訳（勁草書房、2003年）
- 『新しい自由のために』岩倉竜也訳（デザインエッグ、2016年）
- 『力と市場－政府と経済』岩倉竜也訳（デザインエッグ、2016年）
- 『政府はわれわれの貨幣に何をしてきたか』岩倉竜也訳（デザインエッグ、2017年）
- 『国家の解剖』岩倉竜也訳（デザインエッグ、2017年）
- 『教育－自由と強制』岩倉竜也訳（デザインエッグ、2018年）
- 『経済論争 上、下』岩倉竜也訳（デザインエッグ、2019年）

## 参考資料
- Doherty, Brian.  Radicals for Capitalism: A Freewheeling History of the Modern American Libertarian Movement. en:PublicAffairs. 2007. ISBN 1-58648-350-1 PDF version
- Gordon, David. The Essential Rothbard, en:Ludwig von Mises Institute, 1st edition. February 26, 2007. ISBN 1-933550-10-4
- Raimondo, Justin. An Enemy of the State: The Life of Murray N. Rothbard. en:Prometheus Books. July 2000. ISBN 1-57392-809-7